# Herman Krott
Hermann August Maria Hubert Krott (Amsterdam, 22 november 1930 – Amsterdam, 19 oktober 2010) was een Nederlands wielerploegleider en oprichter van de wielerklassieker Amstel Gold Race.
Herman Krott was op verschillende vlakken in de wielersport actief. In 1964 werd hij ploegleider van de amateurwielerploeg Amstel Bier. De ploeg leverde tal van talenten af aan het profpeloton, onder wie Fedor den Hertog, Gerrie Knetemann, Joop Zoetemelk. Gert-Jan Theunisse en Leo van Vliet. Krott bleef 24 jaar ploegleider van de ploeg.
In 1966 nam Krott het initiatief tot de Amstel Gold Race samen met Ton Vissers, een wedstrijd die zou uitgroeien tot Nederlandse enige wielerklassieker voor profs. De eerste Gold Race werd op Koninginnedag 1966 verreden tussen Breda en Meerssen. Winnaar werd de Fransman Jean Stablinski. Tot en met de editie van 1995 was Krott koersdirecteur. Hij werd opgevolgd door Leo van Vliet.
In 1987 ontving Krott het Gouden Wiel van de KNWU voor zijn verdiensten voor de Nederlandse wielersport. Na zijn afscheid wordt tijdens de Amstel Gold Race sinds 1997 jaarlijks de Herman Krott Trofee uitgereikt, de prijs voor de strijdlustigste renner in koers.
Naast zijn functies in het wielrennen, leidde Krott een groothandel in sportprijzen in Halfweg. Ook organiseerde hij samen met Ton Vissers met hun sportbureau InterSport wielercriteriums in Nederland.